# ASM-3
ASM-3 je letecká nadzvuková protizemní a protilodní střela vyvíjená japonskou společností Mitsubishi Heavy Industries jako náhrada za starší střely ASM-1 a ASM-2. Hlavním nosičem střely bude bojový letoun Mitsubishi F-2. Verze střely odpalovaná ze země nese označení SSM-2. Dosažení počáteční operační schopnosti střely je plánováno na rok 2018 a dokončení jejího vývoje na rok 2020.
V listopadu 2015 japonské ministerstvo obrany zveřejnilo, že zkušební střela XASM-3 bude otestována roku 2016 v Japonském moři proti vyřazenému vrtulníkovémui torpédoborci Širane (DDH-143).
Střela ASM-3 má stealth tvarování. Pohání ji raketový motor na tuhé pohonné látky a náporový motor, díky kterému dosahuje rychlosti až 3 Machy. Hmotnost střely je 900 kg. Dosah je odhadován na 150 km. Navádění během letu je inerciální, nebo pomocí GPS a v terminální fázi má střelu navést aktivní radarový či pasivní infračervený senzor.